# Persischsprachige Wikipedia
Die persischsprachige Wikipedia (persisch ویکی‌پدیا، دانشنامهٔ آزاد Wikipedia, Dānešnāmaye āzād, ‚Wikipedia, Die Freie Enzyklopädie‘) ist eine Wikipedia in persischer Sprache. Sie wurde im Dezember 2003 gegründet. Am 16. Dezember 2004 erreichte sie 1.000 Artikel. Mit Stand 28. Juli 2016 hatte sie 500.000 Artikel. Damit ist sie die größte Sprachversion im Nahen Osten.
Die persischsprachige Wikipedia wird von der iranischen Regierung zensiert.
- Wikipedia-Anleitungsvideo auf Persisch (2012)

Die persischen Wikipedianer kommen teils aus dem Iran (45 %), teils aus Europa (30 %) und Nordamerika (25 %).
Entwicklung der Artikelzahl: persischsprachige Wikipediaarabischsprachige Wikipediahebräischsprachige Wikipedia